# Ove Fredheim
Ove Fredheim norvég menedzser, a Pannon mobilszolgáltató volt vezérigazgatója.

## Pályafutása
1985-ben diplomázott az Oslói Vezetőképző Főiskolán, 1997-ben pedig menedzser-diplomát szerzett a Norvég Menedzserképző Főiskolán.
Pályafutását 1985-ben kezdte, és ettől fogva értékesítési és marketing területen dolgozott különböző informatikai és telekommunikációs cégeknél. 1999–2001 között az ukrajnai Kyivstar GSM alelnöke és marketingigazgatója volt. 2001 és 2003 között a Telenor Mobile vezető alelnöke, valamint ezzel párhuzamosan 2001-től 2002-ig a malajziai Digi Telecommunications üzemi bizottságának tagja.
2003-ban lett a Pannon vezérigazgató-helyettese, majd 2004-ben vezérigazgatója. 2009 áprilisától posztját Anders Jensen vette át, ő pedig családjával visszatért Norvégiába.

### Külső hivatkozások
- Ove Fredheim Archiválva 2009. március 23-i dátummal a Wayback Machine-ben, Pannon (magyar)
- Interjú Archiválva 2008. december 20-i dátummal a Wayback Machine-ben, Norvégia hivatalos honlapja (magyar)